# 主計局
主計局（しゅけいきょく、英: Budget Bureau）は、中央省庁である財務省の内部部局の一つ。

## 概要
国の予算の編成、決算の作成、会計制度の企画立案を主な業務としている。
予算編成を司っていることから、霞ヶ関の中央省庁に対し圧倒的な力を持っているといわれている。主計局は他省庁のワンランク上の者と対等の場で交渉することが認められており、例えば主査（課長補佐クラス）は他省庁の課長と、主計官（課長クラス）は他省庁の部長・審議官と、次長は他省庁の局長と、局長は他省庁の事務次官を交渉相手にすることが通例になっている。財務省主計局長を除く省庁の官房長・局長・政策統括官が指定職5号俸または4号俸であるのに対し、財務省主計局長のみが指定職6号俸である。
戦後には「昔陸軍、いま主計局」という言葉が出来た。部外者や予算査定される側からは「戦前戦中は陸軍が軍事力と統帥権を背景に日本を事実上支配したように、戦後は主計局が予算編成権や査定権を行使して日本全体をコントロールしている」と見られていることによる言葉であるが、局内からは労働条件の過酷さから「人間酷使のナンバーワン」の意味としている。

## 歴史
1886年（明治19年）1月、調査局を改称して創設。国の予算編成、施行状況の監査、決算、会計制度の立案などを業務とした。各省が主計局に対して歳出概算書を提出して予算の要求を行い、これに対して歳出概算書と主税局の提出する歳入概算書とをあわせて、各省の要求を査定するというのが、通常の予算の編成方式であった（主計局中心主義）。また、閣議で大蔵省案の内示後、各省が復活要求を行い、査定案を練り直した後に閣議に再度諮っていた。しかし、1933年（昭和8年）8月の満洲事変以後、軍事費の優先的査定とその要求額の増加が容認されるようになり、陸軍省・海軍省以外の各省の行政費は徹底的に削減され、新規要求はほとんど認められなかった。各省予算の要求が行われる前に大蔵省主計局長、主税局長、理財局長の三局長が陸海軍省に赴き、軍部に対して事前に歳入、歳出、公債の発行状況を説明し、陸海軍は、作戦計画、軍備について大蔵省の了解を求めるようになった。当局者は、陸海軍省予算係官、参謀本部の軍備予算担当者と個別的折衝を行い、折衝後、各省の予算概算の査定が行われた。また、国策統合機関として権限強化を目的として、1937年（昭和12）10月に企画院が設置されると、総動員計画の遂行上、各省および主計局に対して「予算統制事項」の実行に関する指示を行ったため、予算編成機関である主計局との間で権限争議を展開することとなる。さらに戦時財政遂行の過程で、1941（昭和16）年度から重要政策に関する予算措置の採否は、閣議において最後的折衝を行った後に決定することとなった。閣議中心主義が強まり、1942年（昭和17年）7月、主計局の4課（予算課、決算課、調査課、法規課）は改正され、予算編成を統一的に担当してきた予算課は廃止、予算調整の統括は主計局長のもとで行われるようになり、各省所管の一般会計および特別会計の予算および決算に関する事務は、第一課から第四課までの各課で各省別に分割して取扱われるようになった。1944（昭和19）年6月には、各課で担当していた各省所管の一般会計および特別会計の予算・決算事務は第一課にまとめられ、総合的に扱われるようになる。

## 組織
- 主計局長
- 主計局次長（3）：次長は、配下に各課及び各主計官をそれぞれ分担して持っており、それぞれの担当の予算については決定権を持つ。建設や公共事業総括担当は、最重要分野の一つと位置づけられ、筆頭の次長が受け持つ慣例になっていた[6]。
- 総務課：局内の官房業務や財政に関する政策一般のほか、予算の取りまとめをする予算総括係、予算編成の企画立案をする企画係を配下に含む[注 2]。
  - 企画係：石原周夫主計局長の発案で「遠い将来の財政経済のことを考える」､「静かに瞑想にふける部屋」として1959年8月に設けられた[8][注 3]。歳出、歳入を見積り、予算の全体のフレーム（枠）を作成する。企画係長は予算の全体のフレーム（枠）を管理している計算の責任者である[9]。企画係長は入省4〜6年の若手でのちの事務次官、本省・他府省庁の局長級経験者が多く歴任している[注 4]。
  - 歳入・国債係：歳入の見積もりや国債を査定。理財局の国債関係の課では国債を金融面から見ているが、主計局総務課歳入・国債係では財政の観点から見ている[10]。
  - 主計事務管理室：予算編成に使用するシステムの構築、運営、管理をしている。
    - 上席主計事務専門官
    - 主任主計事務専門官（2人以内）
- 司計課：決算の取りまとめ、決算の作成、予算執行の調査を行っている。また、予算を実際に執行する上での四半期ごとの支払計画を作成している。課長には「ベテランさん」と呼ばれる長年勤めたノンキャリアの者が充てられる。
  - 広域災害実地監査官
  - 会計監査調整官
  - 予算執行調査官（10人（うち9人は、関係のある他の職を占める者をもって充てられるものとする。））
- 法規課：会計法規について、企画立案している。また、予算と法律との整合性のチェックを行っている。
  - 法規調査官
  - 会計制度調査官
- 給与共済課：国家公務員給与について予算面からにおける制度設計や、国家公務員給与についての予算査定を行っている。また、一般企業の社会保険（年金や医療）にあたる国家公務員共済制度について所掌している。
  - 給与調査官
  - 共済調査官
  - 共済計理官
  - 共済監査官
- 調査課：財政制度、運営の調査その他財政に関する諸般の調査等をつかさどらせるため、1962年5月1日に設置された[11]。国家財政に関するシンクタンクとして、財政の制度や運営について、様々なデータから統計の作成及び分析を行っており、財政状況を示す広報も発行している。財政分析係では、財政運営を進めていく上での中長期的な指針を策定している[12]。
  - 財政調査官
- 主計官（11）

各府省庁等の予算査定を行っている。主な分担は以下のとおり。
- 総務課（2）
  - 予算総括、企画

- 内閣、デジタル、復興、外務、経済協力担当
- 司法・警察、経済産業、環境担当
- 総務、地方財政係担当
- 防衛係担当
- 文部科学係担当
- 厚生労働係、社会保障総括担当
- 厚生労働、こども家庭係担当
- 農林水産係担当
- 国土交通、公共事業総括担当

- 主計企画官（3人以内） 財政分析担当、調整担当、法規課

主計企画官は次期主計官候補とされている。調整担当は調整という大仕事を担っている。
- 主計監査官
  - 上席予算実地監査官
  - 予算実地監査官（5人以内）

## 主計局長

### 現職
| 氏名     | 出身省庁 | 前職       | 就任年月日              |
| -------- | -------- | ---------- | ----------------------- |
| 宇波弘貴 | 大蔵省   | 大臣官房長 | 2024年（令和6年）7月5日 |

### 歴代
| 氏名       | 在任期間 | 前職                       | 後職             |
| ---------- | --- | -------------------------- | ---------------- |
| 渡辺国武   | 1886年（明治19年）1月16日 - 1891年（明治24年）7月24日 （1888年（明治21年）11月28日 - 1891年（明治24年）7月24日まで兼任） |                            | 大蔵次官         |
| 松尾臣善   | 1891年（明治24年）7月24日 - 1897年（明治30年）4月28日                                                                    | 出納局長                   | 理財局長         |
| 阪谷芳郎   | 1897年（明治30年）4月28日 - 1903年（明治36年）5月8日 （1901年（明治34年）6月5日 - 1903年（明治36年）5月8日まで兼任）     |                            | 大蔵次官         |
| 荒井賢太郎 | 1903年（明治36年）5月8日 - 1907年（明治40年）9月16日                                                                     |                            | 朝鮮総督府参与官 |
| 橋本圭三郎 | 1907年（明治40年）9月16日 - 1911年（明治44年）9月6日                                                                     |                            | 大蔵次官         |
| 市來乙彦   | 1911年（明治44年）9月6日 - 1916年（大正5年）12月16日                                                                     |                            | 大蔵次官         |
| 西野元     | 1916年（大正5年） - 1922年（大正11年）                                                                                   | 横浜税関長                 | 大蔵次官         |
| 田昌       | 1922年（大正11年） - 1924年（大正13年）                                                                                  | 海外駐剳財務官             | 大蔵次官         |
| 河田烈     | 1924年（大正13年） - 1929年（昭和4年）                                                                                   | 主計局予算課長             | 大蔵次官         |
| 藤井真信   | 1929年（昭和4年）7月 - 1934年（昭和9年）5月                                                                              | 主税局長                   | 大蔵次官         |
| 賀屋興宣   | 1934年（昭和9年）5月 - 1936年（昭和11年）5月                                                                             | 主計局予算決算課長         | 理財局長         |
| 廣瀬豊作   | 1936年（昭和11年）5月 - 1937年（昭和12年）5月4日                                                                         | 理財局長                   | 預金部資金局長   |
| 谷口恒二   | 1937年（昭和12年）5月4日 - 1941年（昭和16年）7月16日                                                                     | 大臣官房文書課長           | 預金部長官       |
| 木内四郎   | 1941年（昭和16年）7月16日 - 1942年（昭和17年）6月27日                                                                    | 海外駐剳財務官             | 預金部長官       |
| 植木庚子郎 | 1942年（昭和17年）6月27日 - 1945年（昭和20年）4月13日                                                                    | 主計局予算課長             | 専売局長官       |
| 中村建城   | 1945年（昭和20年）4月13日 - 1946年（昭和21年）1月30日                                                                    | 南西方面海軍民政府財務局長 |                  |
| 野田卯一   | 1946年（昭和21年）1月30日 - 1947年（昭和22年）9月2日                                                                     | 外資局長                   | 専売局長官       |
| 福田赳夫   | 1947年（昭和22年）9月2日 - 1948年（昭和23年）9月24日                                                                     | 銀行局長                   |                  |
| 河野一之   | 1948年（昭和23年）9月24日 - 1953年（昭和28年）8月14日                                                                    | 大臣官房長 主計局次長      | 事務次官         |
| 森永貞一郎 | 1953年（昭和28年）8月14日 - 1959年（昭和34年）6月23日                                                                    | 大臣官房長                 | 事務次官         |
| 石原周夫   | 1959年（昭和34年）6月23日 - 1961年（昭和36年）5月30日                                                                    | 大臣官房長                 | 事務次官         |
| 石野信一   | 1961年（昭和36年）5月 - 1963年（昭和38年）4月1日                                                                         | 銀行局長                   | 事務次官         |
| 佐藤一郎   | 1963年（昭和38年）4月 - 1965年（昭和40年）4月23日                                                                        | 大臣官房長                 | 事務次官         |
| 谷村裕     | 1965年（昭和40年）4月23日 - 1967年（昭和42年）1月10日                                                                    | 大臣官房長                 | 事務次官         |
| 村上孝太郎 | 1967年（昭和42年）1月10日 - 1968年（昭和43年）6月7日                                                                     | 大臣官房長                 | 事務次官         |
| 鳩山威一郎 | 1968年（昭和43年）6月7日 - 1971年（昭和46年）6月11日                                                                     | 理財局長                   | 事務次官         |
| 相澤英之   | 1971年（昭和46年）6月 - 1973年（昭和48年）6月26日                                                                        | 理財局長                   | 事務次官         |
| 橋口収     | 1973年（昭和48年）6月26日 - 1974年（昭和49年）6月                                                                        | 理財局長                   | 国土庁事務次官   |
| 竹内道雄   | 1974年（昭和49年）6月 - 1975年（昭和50年）7月8日                                                                         | 理財局長                   | 事務次官         |
| 吉瀬維哉   | 1975年（昭和50年）7月8日 - 1977年（昭和52年）6月10日                                                                     | 理財局長                   | 事務次官         |
| 長岡實     | 1977年（昭和52年）6月10日 - 1979年（昭和54年）7月10日                                                                    | 大臣官房長                 | 事務次官         |
| 田中敬     | 1979年（昭和54年）7月10日 - 1980年（昭和55年）6月17日                                                                    | 理財局長                   | 事務次官         |
| 松下康雄   | 1980年（昭和55年）6月17日 - 1982年（昭和57年）6月1日                                                                     | 大臣官房長                 | 事務次官         |
| 山口光秀   | 1982年（昭和57年）6月1日 - 1984年（昭和59年）6月27日                                                                     | 大臣官房長                 | 事務次官         |
| 吉野良彦   | 1984年（昭和59年）6月27日 - 1986年（昭和61年）6月10日                                                                    | 大臣官房長                 | 事務次官         |
| 西垣昭     | 1986年（昭和61年）6月10日 - 1988年（昭和63年）6月15日                                                                    | 大臣官房長                 | 事務次官         |
| 小粥正巳   | 1988年（昭和63年）6月15日 - 1990年（平成2年）6月29日                                                                     | 大臣官房長                 | 事務次官         |
| 保田博     | 1990年（平成2年）6月29日 - 1991年（平成3年）6月11日                                                                      | 大臣官房長                 | 事務次官         |
| 斎藤次郎   | 1991年（平成3年）6月11日 - 1993年（平成5年）6月25日                                                                      | 大臣官房長                 | 事務次官         |
| 篠沢恭助   | 1993年（平成5年）6月25日 - 1995年（平成7年）5月26日                                                                      | 大臣官房長                 | 事務次官         |
| 小村武     | 1995年（平成7年）5月26日 - 1997年（平成9年）7月15日                                                                      | 大臣官房長                 | 事務次官         |
| 涌井洋治   | 1997年（平成9年）7月15日 - 1999年（平成11年）7月                                                                         | 大臣官房長                 |                  |
| 武藤敏郎   | 1999年（平成11年）7月 - 2000年（平成12年）6月30日                                                                        | 大臣官房総務審議官         | 事務次官         |
| 林正和     | 2000年（平成12年）6月30日 - 2003年（平成15年）1月14日                                                                    | 大臣官房長                 | 事務次官         |
| 細川興一   | 2003年（平成15年）1月14日 - 2004年（平成16年）7月2日                                                                     | 大臣官房長                 | 事務次官         |
| 藤井秀人   | 2004年（平成16年）7月2日 - 2006年（平成18年）7月28日                                                                     | 大臣官房長                 | 事務次官         |
| 津田廣喜   | 2006年（平成18年）7月28日 - 2007年（平成19年）7月10日                                                                    | 大臣官房長                 | 事務次官         |
| 杉本和行   | 2007年（平成19年）7月10日 - 2008年（平成20年）7月4日                                                                     | 大臣官房長                 | 事務次官         |
| 丹呉泰健   | 2008年（平成20年）7月4日 - 2009年（平成21年）7月14日                                                                     | 大臣官房長                 | 事務次官         |
| 勝栄二郎   | 2009年（平成21年）7月14日 - 2010年（平成22年）7月30日                                                                    | 大臣官房長                 | 事務次官         |
| 真砂靖     | 2010年（平成22年）7月30日 - 2012年（平成24年）8月17日                                                                    | 大臣官房長                 | 事務次官         |
| 木下康司   | 2012年（平成24年）8月17日 - 2013年（平成25年）6月28日                                                                    | 国際局長                   | 事務次官         |
| 香川俊介   | 2013年（平成25年）6月28日 - 2014年（平成26年）7月4日                                                                     | 大臣官房長                 | 事務次官         |
| 田中一穂   | 2014年（平成26年）7月4日 - 2015年（平成27年）7月7日                                                                      | 主税局長                   | 事務次官         |
| 福田淳一   | 2015年（平成27年）7月7日 - 2017年（平成29年）7月5日                                                                      | 大臣官房長                 | 事務次官         |
| 岡本薫明   | 2017年（平成29年）7月5日 - 2018年（平成30年）7月27日                                                                     | 大臣官房長                 | 事務次官         |
| 太田充     | 2018年（平成30年）7月27日 - 2020年（令和2年）7月20日                                                                     | 理財局長                   | 事務次官         |
| 矢野康治   | 2020年（令和2年）7月20日 - 2021年（令和3年）7月8日                                                                       | 主税局長                   | 事務次官         |
| 茶谷栄治   | 2021年（令和3年）7月8日 - 2022年（令和4年）6月24日                                                                       | 大臣官房長                 | 事務次官         |
| 新川浩嗣   | 2022年（令和4年）6月24日 - 2024年（令和6年）7月5日                                                                       | 大臣官房長                 | 事務次官         |

- 中村建城、福田赳夫、橋口収、涌井洋治らは大蔵事務次官昇格を果たせなかったが、1999年就任の武藤敏郎以降は、全員財務事務次官へ昇格している。
- 網羅して掲載していません
- 省名を冠していないものは大蔵省（財務省）を指す

## 主計局次長

### 歴代
| 氏名       | 在任期間                                              | 後職                                                               |
| ---------- | ----------------------------------------------------- | ------------------------------------------------------------------ |
| 矢崎新二   | 1980年（昭和55年）6月17日 - 1981年（昭和56年）6月26日 | 大臣官房付                                                         |
| 窪田弘     | 1981年（昭和56年）6月26日 - 1983年（昭和58年）6月7日  | 経済企画庁長官官房長                                               |
| 宍倉宗夫   | 1981年（昭和56年）6月26日 - 1983年（昭和58年）6月7日  | 大臣官房付                                                         |
| 平澤貞昭   | 1982年（昭和57年）6月1日 - 1985年（昭和60年）6月25日  | 経済企画庁長官官房長                                               |
| 的場順三   | 1983年（昭和58年）6月7日 - 1985年（昭和60年）6月25日  | 大臣官房付                                                         |
| 保田博     | 1983年（昭和58年）6月7日 - 1986年（昭和61年）6月10日  | 経済企画庁長官官房長                                               |
| 小粥正巳   | 1985年（昭和60年）6月25日 - 1986年（昭和61年）6月10日 | 大臣官房長                                                         |
| 角谷正彦   | 1985年（昭和60年）6月25日 - 1987年（昭和62年）8月5日  | 大臣官房総務審議官                                                 |
| 斎藤次郎   | 1986年（昭和61年）6月10日 - 1988年（昭和63年）6月15日 | 経済企画庁長官官房長                                               |
| 篠沢恭助   | 1986年（昭和61年）6月10日 - 1989年（平成元年）6月23日 | 大臣官房総務審議官                                                 |
| 寺村信行   | 1987年（昭和62年）8月5日 - 1990年（平成2年）6月29日   | 経済企画庁長官官房長                                               |
| 藤井威     | 1988年（昭和63年）6月15日 - 1991年（平成3年）6月11日  | 経済企画庁長官官房長                                               |
| 小村武     | 1989年（平成元年）6月23日 - 1992年（平成4年）6月26日  | 経済企画庁長官官房長                                               |
| 田波耕治   | 1990年（平成2年）6月29日 - 1992年（平成4年）6月26日   | 大臣官房審議官（主税局担当）                                       |
| 涌井洋治   | 1991年（平成3年）6月11日 - 1993年（平成5年）6月25日   | 経済企画庁長官官房長                                               |
| 竹島一彦   | 1992年（平成4年）6月26日 - 1994年（平成6年）7月1日    | 大臣官房総務審議官                                                 |
| 武藤敏郎   | 1992年（平成4年）6月26日 - 1995年（平成7年）5月26日   | 大臣官房総務審議官                                                 |
| 中島義雄   | 1993年（平成5年）6月25日 - 1995年（平成7年）5月26日   | 大臣官房付                                                         |
| 伏屋和彦   | 1994年（平成6年）7月1日 - 1996年（平成8年）7月12日    | 理財局長                                                           |
| 林正和     | 1995年（平成7年）5月26日 - 1997年（平成）7月15日      | 経済企画庁長官官房長                                               |
| 杉井孝     | 1995年（平成7年）6月20日 - 1996年（平成8年）7月12日   | 大臣官房審議官（銀行局担当）                                       |
| 溝口善兵衛 | 1996年（平成8年）7月12日 - 1997年（平成9年）7月15日   | 大臣官房総務審議官                                                 |
| 細川興一   | 1996年（平成8年）7月12日 - 1998年（平成10年）7月30日  | 内閣総理大臣事務担当秘書官                                         |
| 寺澤辰麿   | 1997年（平成9年）7月15日 - 2000年（平成12年）6月30日  | 関税局長                                                           |
| 藤井秀人   | 1997年（平成9年）7月15日 - 2001年（平成13年）7月10日  | 大臣官房総括審議官                                                 |
| 坂篤郎     | 1998年（平成10年）7月30日 - 1999年（平成11年）7月8日  | 内閣総理大臣事務担当秘書官                                         |
| 津田広喜   | 1999年（平成11年）7月8日 - 2002年（平成14年）8月8日   | 東京税関長                                                         |
| 丹呉泰健   | 2000年（平成12年）6月30日 - 2001年（平成13年）4月26日 | 内閣総理大臣事務担当秘書官                                         |
| 杉本和行   | 2001年（平成13年）4月26日 - 2005年（平成17年）7月7日  | 大臣官房総括審議官                                                 |
| 牧野治郎   | 2001年（平成13年）7月10日 - 2003年（平成15年）7月8日  | 理財局長                                                           |
| 勝栄二郎   | 2002年（平成14年）8月8日 - 2006年（平成18年）7月28日  | 大臣官房総括審議官                                                 |
| 佐々木豊成 | 2003年（平成15年）7月11日 - 2004年（平成16年）7月2日  | 大臣官房審議官（主税局担当）                                       |
| 松元崇     | 2004年（平成16年）7月2日 - 2007年（平成19年）7月10日  | 内閣府政策統括官（経済社会システム担当）                           |
| 鈴木正規   | 2005年（平成17年）7月13日 - 2007年（平成19年）7月10日 | 大臣官房総括審議官                                                 |
| 真砂靖     | 2006年（平成18年）7月28日 - 2009年（平成21年）7月14日 | 大臣官房長                                                         |
| 香川俊介   | 2007年（平成19年）7月10日 - 2009年（平成21年）7月14日 | 大臣官房総括審議官                                                 |
| 木下康司   | 2007年（平成19年）7月10日 - 2010年（平成22年）7月30日 | 大臣官房総括審議官                                                 |
| 稲垣光隆   | 2009年（平成21年）7月14日 - 2011年（平成23年）8月2日  | 財務総合政策研究所長                                               |
| 中原広     | 2009年（平成21年）7月14日 - 2013年（平成25年）6月28日 | 財務総合政策研究所長                                               |
| 迫田英典   | 2010年（平成22年）7月30日 - 2011年（平成23年）8月2日  | 内閣官房内閣審議官 内閣官房社会保障改革担当室審議官                |
| 福田淳一   | 2011年（平成23年）8月2日 - 2014年（平成26年）7月4日   | 大臣官房長                                                         |
| 太田充     | 2011年（平成23年）8月2日 - 2011年（平成23年）9月2日   | 内閣総理大臣事務担当秘書官                                         |
| 羽深成樹   | 2011年（平成23年）9月2日 - 2012年（平成24年）8月17日  | 大臣官房付 内閣官房内閣審議官（内閣総務官室） 内閣官房国家戦略室員 |
| 岡本薫明   | 2012年（平成24年）8月17日 - 2015年（平成27年）7月7日  | 大臣官房長                                                         |
| 太田充     | 2013年（平成25年）6月28日 - 2015年（平成27年）7月7日  | 大臣官房総括審議官                                                 |
| 西田安範   | 2014年（平成26年）7月4日 - 2015年（平成27年）7月7日   | 大臣官房付                                                         |
| 美並義人   | 2015年（平成27年）7月7日 - 2016年（平成28年）6月17日  | 近畿財務局長                                                       |
| 可部哲生   | 2015年（平成27年）7月7日 - 2017年（平成29年）7月5日   | 大臣官房総括審議官                                                 |
| 茶谷栄治   | 2015年（平成27年）7月7日 - 2018年（平成30年）7月27日  | 大臣官房総括審議官                                                 |
| 藤井健志   | 2016年（平成28年）6月17日 - 2017年（平成29年）7月7日  | 国税庁次長                                                         |
| 大鹿行宏   | 2017年（平成29年）7月7日 - 2018年（平成30年）7月27日  | 横浜税関長 税関研修所横浜支所長                                    |
| 神田眞人   | 2017年（平成29年）7月7日 - 2019年（令和元年）7月5日   | 大臣官房総括審議官                                                 |
| 阪田渉     | 2018年（平成30年）7月27日 - 2020年（令和2年）7月20日  | 大臣官房総括審議官                                                 |
| 宇波弘貴   | 2018年（平成30年）7月27日 - 2021年（令和3年）10月4日  | 内閣総理大臣事務担当秘書官                                         |
| 角田隆     | 2019年（令和元年）7月5日 - 2021年（令和3年）7月8日    | 理財局長                                                           |
| 青木孝徳   | 2020年（令和2年）7月20日 - 2021年（令和3年）7月8日    | 大臣官房審議官（主税局担当）                                       |
| 奥達雄     | 2021年（令和3年）7月8日 - 2022年（令和4年）6月24日    | 大臣官房総括審議官                                                 |
| 坂本基     | 2021年（令和3年）7月8日 - 2022年（令和4年）6月24日    | 大臣官房審議官（主税局担当）                                       |
| 阿久澤孝   | 2021年（令和3年）10月5日 - 2022年（令和4年）6月24日   | 大臣官房審議官（主税局担当）                                       |
| 寺岡光博   | 2022年（令和4年）6月24日 - 2024年（令和6年）7月5日    | 大臣官房総括審議官                                                 |
| 前田努     | 2022年（令和4年）6月24日 -                            |                                                                    |
| 中村英正   | 2022年（令和4年）7月1日 - 2023年（令和5年）7月4日     | 大臣官房審議官（主税局担当）                                       |
| 吉野維一郎 | 2023年（令和5年）7月4日 -                             |                                                                    |

- 省名を冠していないものは大蔵省（財務省）を指す

#### 席次
| 筆頭     | 次席       | 末席       | 在任期間      |
| -------- | ---------- | ---------- | ------------- |
| 藤井威   | 小村武     | 田波耕治   | 1990年6月29日 |
| 小村武   | 田波耕治   | 涌井洋治   | 1991年6月11日 |
| 涌井洋治 | 竹島一彦   | 武藤敏郎   | 1992年6月26日 |
| 竹島一彦 | 武藤敏郎   | 中島義雄   | 1993年6月25日 |
| 武藤敏郎 | 中島義雄   | 伏屋和彦   | 1994年7月1日  |
| （空席） | 伏屋和彦   | 林正和     | 1995年5月26日 |
| 伏屋和彦 | 林正和     | 杉井孝     | 1995年6月20日 |
| 林正和   | 溝口善兵衛 | 細川興一   | 1996年7月12日 |
| 細川興一 | 寺澤辰麿   | 藤井秀人   | 1997年7月15日 |
| 坂篤郎   | 寺澤辰麿   | 藤井秀人   | 1998年7月30日 |
| 寺澤辰麿 | 藤井秀人   | 津田広喜   | 1999年7月8日  |
| 藤井秀人 | 津田広喜   | 丹呉泰健   | 2000年6月30日 |
| 藤井秀人 | 津田広喜   | 杉本和行   | 2001年4月26日 |
| 津田広喜 | 牧野治郎   | 杉本和行   | 2001年7月10日 |
| 牧野治郎 | 杉本和行   | 勝栄二郎   | 2002年8月8日  |
| （空席） | 杉本和行   | 勝栄二郎   | 2003年7月8日  |
| 杉本和行 | 勝栄二郎   | 佐々木豊成 | 2003年7月11日 |
| 杉本和行 | 勝栄二郎   | 松元崇     | 2004年7月2日  |
| 勝栄二郎 | 松元崇     | 鈴木正規   | 2005年7月13日 |
| 松元崇   | 鈴木正規   | 真砂靖     | 2006年7月28日 |
| 真砂靖   | 香川俊介   | 木下康司   | 2007年7月10日 |
| 木下康司 | 稲垣光隆   | 中原広     | 2009年7月14日 |
| 稲垣光隆 | 中原広     | 迫田英典   | 2010年7月30日 |
| 中原広   | 福田淳一   | 太田充     | 2011年8月2日  |
| 中原広   | 羽深成樹   | 福田淳一   | 2011年9月2日  |
| 中原広   | 福田淳一   | 岡本薫明   | 2012年8月17日 |
| 福田淳一 | 岡本薫明   | 太田充     | 2013年6月28日 |
| 岡本薫明 | 太田充     | 西田安範   | 2014年7月4日  |
| 美並義人 | 可部哲生   | 茶谷栄治   | 2015年7月7日  |
| 可部哲生 | 藤井健志   | 茶谷栄治   | 2016年6月17日 |
| 茶谷栄治 | 大鹿行宏   | 神田眞人   | 2017年7月7日  |
| 神田眞人 | 阪田渉     | 宇波弘貴   | 2018年7月27日 |
| 阪田渉   | 角田隆     | 宇波弘貴   | 2019年7月5日  |
| 角田隆   | 宇波弘貴   | 青木孝徳   | 2020年7月20日 |
| 宇波弘貴 | 奥達雄     | 坂本基     | 2021年7月8日  |
| 奥達雄   | 坂本基     | 阿久澤孝   | 2021年10月5日 |
| （空席） | 寺岡光博   | 前田努     | 2022年6月24日 |
| 寺岡光博 | 中村英正   | 前田努     | 2022年7月1日  |
| 寺岡光博 | 前田努     | 吉野維一郎 | 2023年7月4日  |

## その他幹部
| 氏名       | 役職                                                | 就任日        |
| ---------- | --------------------------------------------------- | ------------- |
| 有利浩一郎 | 主計局総務課長                                      | 2024年7月5日  |
| 山下直樹   | 主計局総務課長補佐（企画） 主計局総務課予算企画室長 | 2024年7月9日  |
| 馬場啓明   | 主計局主計企画官（調整担当）                        | 2024年7月12日 |
| 山岸徹     | 主計局司計課長                                      | 2024年7月1日  |
| 小澤研也   | 主計局法規課長                                      | 2024年7月12日 |
| 山本庸介   | 主計局給与共済課長                                  | 2023年7月7日  |
| 片山健太郎 | 主計局調査課長 主計局主計企画官（財政分析担当）     | 2024年7月12日 |

- 主計官を除く。

## 予算編成と主計局の1年のサイクル
通常、6月末の経済財政諮問会議における骨太の方針策定を経て7月、予算要求の基礎となる概算要求基準が閣議決定される。これを基にして8月末日、各省庁の概算要求が財務省主計局に提出される。
9月1日より、主計局が中心となって予算編成が始まる。まず各省庁の担当者による概算要求の説明が行われ、一項目ごとに確認を行う。11月頃に説明がすべて終わると、各課の主計官と主査全員で要求額ひとつひとつを査定し、最終的に主計局長が加わって局議を行い、12月上旬に予算編成大綱が閣議決定される。近年は論点となるような予算はこの時点で事前大臣折衝で修正が行われ、12月20日ころに財務省原案が内示される。ここから更に大臣折衝を経て、24日頃に正式の予算案が決定、翌年1月下旬に国会に提出される。主計局はこの期間が最も忙しく、12月には昼間は業界団体や国会議員の陳情の対応に追われて仕事にならず、必然的に徹夜、泊まり込みが続くことになる。
なお、審査を直接担当する主査は課長補佐級であるにもかかわらず、審査を受ける各省庁の担当者は、企画官・室長〜課長級の者が務める。
実質的には下位者が上位者に対して厳しい審査を行うのであり、職級の高低と年次の長幼を絶対的に重んじる中央省庁では異例のことであり、主査が課長に対して「あんた」呼ばわりをするのも当たり前である。
財務省の格の高さを見せつけ、各省庁に対して絶対的な服従を強いるための大切な作法とされている。